# Trimetopon simile
Trimetopon simile — вид змій родини полозових (Colubridae). Ендемік Коста-Рики.

## Поширення і екологія
Trimetopon simile мешкають в горах Коста-Рики. Вони живуть у вологих тропічних лісах, серед опалого листя. Зустрічаються на висоті від 60 до 1500 м над рівнем моря.

## Збереження
МСОП класифікує цей вид як такий, що перебуває під загрозою зникнення. Trimetopon simile загрожує знищення природного середовища.